# Rudolf Alexander Agricola
Rudolf Alexander Agricola (* 3. April 1912 in Moskau; † 21. Juni 1990 in Königstein im Taunus) war ein deutscher Bildhauer.

## Leben
Agricola wuchs in Kassel auf, da die Familie bei Kriegsausbruch nach Deutschland zurückkehrte. Er studierte ab 1932 bei Gerhard Marcks in Halle und ab 1933 am Städel bei Richard Scheibe. 1934 unternahm er eine Studienreise nach Griechenland. 1937 folgte er Richard Scheibe als Meisterschüler nach Berlin. Dort arbeitete er bis zum Ende des Zweiten Weltkriegs und erhielt mehrere Preise. Zwischen 1939 und 1944 war er mit Ausnahme des Jahres 1941 regelmäßig mit insgesamt sechs Werken auf der Großen Deutschen Kunstausstellung vertreten.
1946 ließ er sich als freischaffender Künstler in Kronberg im Taunus nieder. Seine Arbeiten waren beeinflusst durch Kolbe und Maillol. Er führte in erster Linie private Auftragsarbeiten im Frankfurter Raum und am Niederrhein aus. 1948 erhielt er den Cornelius-Preis der Stadt Düsseldorf.

## Werke (Auswahl)
- Junge Frau, Skulptur, Gips, 1939 in München ausgestellt[1]
- Amazone, Skulptur, Bronze, 1940 in München ausgestellt[2]
- Knabe, Skulptur, Bronze, 1942 in München ausgestellt[3]
- Haarflechterin, Skulptur, Zink, 1943 in München ausgestellt[4]
- Tanzende, Skulptur, Zink, 1944 in München ausgestellt, vom Kunstmuseum Moritzburg Halle (Saale) erworben[5]